# Кинселла, Элис
Элис Кинселла (англ. Alice Kinsella, родилась 13 марта 2001, Базилдон) — британская гимнастка, чемпионка Европы и Игр Содружества (2018). Бронзовый призер Олимпийских игр 2020 в Токио.

## Биография
Элис родилась в Базилдоне английского графства Эссекс. Её отец — ирландский футболист Марк Кинселла, который играл с 1989 по 2008 годы, а в данный момент является футбольным тренером. Также у Элис есть брат Лиам, который по состоянию на 2018 год играет в клубе Уолсолл. Потенциал быть гимнасткой заметил её учитель физкультуры в четырёхлетнем возрасте. Кинселла является студенткой.

## Спортивная карьера
Первый взрослый дебют на соревнованиях для Элис состоялся в марте 2017 года на этапе Кубка мира в Штутгарте, где в абсолютном первенстве она заняла последнее, седьмое место. Затем, она участвовала в чемпионате Европы, проходившем в румынском Клуже. После этого, Элис выбрали в качестве представительницы Великобритании на чемпионате мира, которых проходил в канадском Монреале в октябре 2017 года. Кинселла заняла в квалификации к абсолютному первенству 24-е место, последнее гарантировавшее отбор в финальный раунд. Однако, затем она снялась из-за травмы лодыжки во время квалификации.
10 февраля 2018 года Элис участвовала в чемпионате Англии, где стала седьмой в абсолютном первенстве. Помимо этого, Кинселла стала четвёртой в опорном прыжке и брусьях, а в вольных упражнениях заняла шестое место. В следующем месяце состоялся чемпионат Великобритании, где гимнастка улучшила свои результаты — она стала пятой в абсолютном первенстве, получив в сумме 51,560 балла. В отдельных видах гимнастка сумела выиграть медаль, а именно «серебро» на бревне (13,350 балла). Также Кинселла приняла участие в финале вольных упражнений, где стала пятой с оценкой 13 баллов. В следующем месяце, Кинселла заменила получившую травму Клаудию Фрагапане на этапе Кубка мира в Бирмингеме и выиграла бронзовую медаль, уступив лишь россиянке Ангелине Мельниковой и американке Маргзетте Фрейзер.
Первая международная победа на крупном соревновании состоялась в апреле 2018 года на Играх Содружества в австралийском Голд-Косте, где Элис Кинселла стала чемпионкой в соревнованиях бревне. Однако другой финал в отдельных видах оказался неудачным: Элис стала лишь последней в вольных управжнениях, получив всего 11,666 балла. Однако за два дня до соревнований в отдельных видах, Кинселла завоевала «бронзу» в многоборье, при этом обойдя на 0,55 баллов свою соотечественницу Келли Симм, которая за месяц до Игр выиграла золотую медаль на чемпионате Великобритании в этой дисциплине, а в Австралии стала лишь пятой, упав с бревна. Помимо этого, Элис выступала за сборную Англии в командных соревнованиях на Играх Содружества с партнёршами по команде Джорджией-Мэй Фентон, Келли Симм, Теджей Джеймс и Люси Стэнхоуп. Девушки из Англии заняли второе место, уступив победительницам из Канады 0,425 балла. Элис Кинселла выступала во всех четырёх видах соревнований, как и Симм, при этом не получила ни одной оценки ниже 13 баллов.
Тренерами гимнастки являются Кристин Стилл и Бретт Инс.

## Результаты выступлений
| Год  | Событие                            | КП  | АП   | ОП  | РБ  | ББ  | ВУ  |
| ---- | ---------------------------------- | --- | ---- | --- | --- | --- | --- |
| 2013 | Чемпионат Уэльса                   |     | E    |     |     |     |     |
| 2013 | Чемпионат Англии                   |     | E    |     |     |     |     |
| 2014 | Чемпионат Англии                   |     | E    |     |     |     |     |
| 2015 | Чемпионат Англии                   |     | J    |     |     |     |     |
| 2015 | Чемпионат Великобритании           |     | 12 J |     |     |     | 7 J |
| 2015 | Командный кубок Вызова в Бельгии   | 2   | 28   |     |     |     |     |
| 2015 | Командный чемпионат Великобритании | 5   | 13 J |     |     |     |     |
| 2015 | Турнир «Олимпийские надежды»       | 1   | 1    |     |     |     |     |
| 2016 | Международный турнир «Gymnix»      | 7 J | 15 J | 8 J |     |     | J   |
| 2016 | Командный чемпионат Великобритании | 4   | 3    |     |     |     |     |
| 2016 | Чемпионат Англии                   |     | J    |     |     |     |     |
| 2016 | Чемпионат Великобритании           |     | 4 J  |     |     | J   | 4 J |
| 2016 | Товарищеский турнир в Италии       |     | J    |     |     |     |     |
| 2016 | Чемпионат Европы                   | J   | 5 J  |     | 4 J | 2 J | 2 J |
| 2016 | Турнир «Élite» в Марселе           |     | 7    |     |     | 6   |     |
| 2017 | Кубок мира в Штутгарте             |     | 7    |     |     |     |     |
| 2017 | Чемпионат Великобритании           |     | 2    |     |     | 5   | 5   |
| 2017 | Чемпионат Англии                   |     | 3    |     |     |     | 3   |
| 2017 | Чемпионат Европы                   |     | 10   |     |     |     |     |
| 2017 | Турнир в Нидерландах               |     | 1    |     | 4   | 4   | 2   |
| 2017 | Командный чемпионат Великобритании |     | 2    |     |     |     |     |
| 2017 | Чемпионат мира                     |     | WD   |     |     |     |     |
| 2018 | Чемпионат Англии                   |     | 7    | 4   | 4   |     | 6   |
| 2018 | Чемпионат Великобритании           |     | 5    |     |     | 2   | 5   |
| 2018 | Кубок мира в Бирмингеме            |     | 3    |     |     |     |     |
| 2018 | Игры Содружества                   | 2   | 3    |     |     | 1   | 8   |